# Nshavan
Nshavan (in armeno Նշավան?, fino al 1946 Arpavar, fino al 1967 Lusakert) è un comune dell'Armenia di 1 812 abitanti (2008) della provincia di Ararat.